# Nilufar Saberi
Nilufar Saberi es una activista iraní por los derechos humanos, especialmente centrada en la situación de las mujeres bajo el régimen teocrático de Irán. Exiliada en España desde 1980, se ha convertido en una figura destacada del "movimiento Mujer, Vida y Libertad, surgido tras la muerte de Mahsa Amini en 2022". Su activismo se manifiesta tanto en medios tradicionales como en plataformas digitales, donde denuncia las violaciones de derechos humanos y promueve la igualdad de género.

## Biografía y trayectoria
"Nilufar Saberi llegó a España en 1980 como refugiada junto con su familia, huyendo de la represión del régimen islámico en Irán". Desde entonces, ha desarrollado una intensa labor de activismo político y feminista. Su discurso se enmarca en la crítica al régimen iraní y en la denuncia de la violencia sistemática ejercida contra las mujeres en dicho país.
Su trabajo se articula principalmente en torno al movimiento Mujer, Vida y Libertad, el cual considera "una revolución no solo originada por el asesinato de Mahsa Amini", sino por décadas de opresión. Según Saberi, este movimiento constituye una revolución feminista y mixta que persiste con fuerza, sin haber retrocedido desde su inicio.

## Activismo y comunicación
Saberi utiliza la comunicación como herramienta clave para el cambio social. Ha participado en entrevistas para televisión, radio y prensa escrita, y "ha ampliado su alcance mediante el uso de redes sociales como Instagram y X" (anteriormente Twitter). También participa en conferencias, foros y "colabora con organizaciones de derechos humanos".
Su activismo digital se caracteriza por campañas de sensibilización, mensajes de solidaridad y publicaciones dirigidas tanto al público general como a instituciones internacionales. Ha contribuido a visibilizar la situación de las mujeres iraníes, y "su voz ha sido reconocida por medios de comunicación, ONG y plataformas de defensa de los derechos humanos".

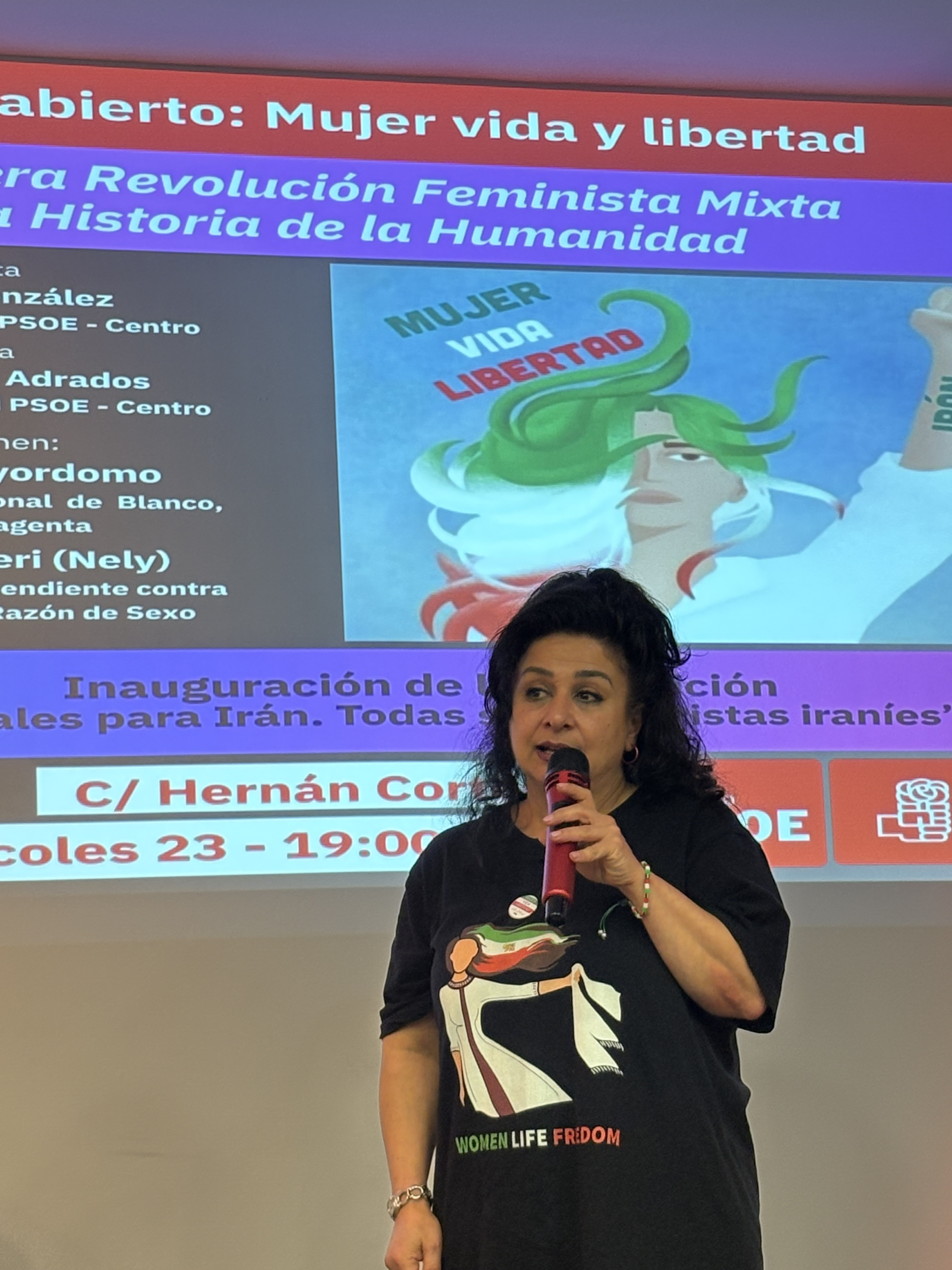
Nilufar Saberi. Mujer, Vida y Libertad

## Discurso y objetivos
El discurso de Saberi combina un lenguaje directo y accesible con un fuerte componente emocional, construido a partir de testimonios reales de mujeres perseguidas por el régimen iraní. Entre sus "temas recurrentes están la imposición obligatoria del velo", la censura, la represión estatal y la violencia de género. Sus intervenciones tienen como finalidad crear conciencia, generar presión política internacional y empoderar a mujeres, especialmente a las más jóvenes.
Adapta su mensaje según el medio utilizado: en redes sociales opta por contenidos visuales y breves; en artículos y entrevistas emplea un tono más argumentativo y analítico; y en conferencias ofrece reflexiones más profundas y contextuales.

### Influencia y legado
Saberi se ha convertido en una voz destacada del activismo iraní en el exilio. Gracias a su labor, ha contribuido a internacionalizar la causa de las mujeres en Irán y a mantener viva la lucha por los derechos humanos. Su uso estratégico de la tecnología y de los medios digitales coincide con enfoques contemporáneos sobre el papel de las mujeres en el ámbito tecnológico como herramienta de emancipación, tal como lo defiende la socióloga Judy Wajcman.